# Jean-Jacques Alicot
Pour le ragoût, voir Alicot.

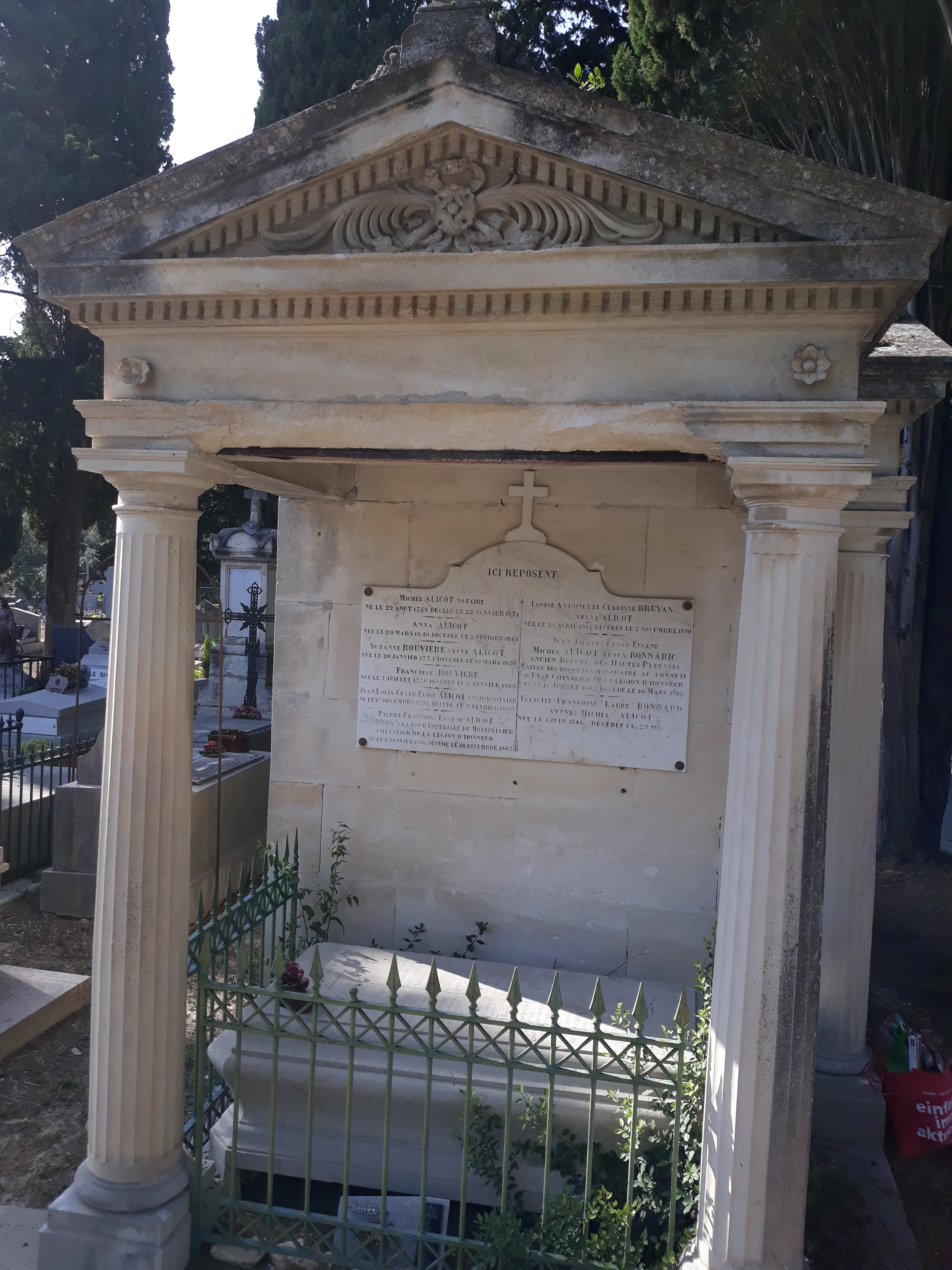
Vue de la sépulture au Cimetière Saint-Lazare (Montpellier)

Jean-Jacques César Eugéne Michel Alicot est un homme politique français né le 17 juillet 1842 à Montpellier (Hérault) et décédé le 10 mars 1912 à Montpellier.

## Biographie
Avocat à Paris, il est député des Hautes-Pyrénées, de 1876 à 1877, de 1881 à 1885, de 1892 à 1902 et de 1906 à 1910, siégeant au groupe de la Gauche modérée. Il est l'un des 363 qui refusent la confiance au gouvernement de Broglie, le 16 mai 1877. Battu en 1877, il devient maître des Requêtes au Conseil d’État.

## Sources
- Ressource relative à la vie publique :   - Base Sycomore
- « Jean-Jacques Alicot », dans Adolphe Robert et Gaston Cougny, Dictionnaire des parlementaires français, Edgar Bourloton, 1889-1891 [détail de l’édition]
- « Jean-Jacques Alicot », dans le Dictionnaire des parlementaires français (1889-1940), sous la direction de Jean Jolly, PUF, 1960 [détail de l’édition]